# Xeromelecta californica
Xeromelecta californica är en biart som först beskrevs av Cresson 1878.  Xeromelecta californica ingår i släktet Xeromelecta och familjen långtungebin. Inga underarter finns listade i Catalogue of Life.